# Picea engelmannii
Picea engelmannii, la pícea de Engelmann, es una especie arbórea conífera de la familia de las pináceas.

## Distribución y hábitat
Es originaria del oeste de Norteamérica, desde la Columbia Británica central y el suroeste de Alberta, hacia el suroeste hasta el norte de California y el sureste hasta Arizona y Nuevo México; hay también dos poblaciones aisladas en el norte de México. Es sobre todo un árbol de montaña de gran altura, que crece a una altitud de 900-3650 m s. n. m., raramente más abajo en el noroeste de su área de distribución; en muchas zonas alcanza la línea de árboles alpina.

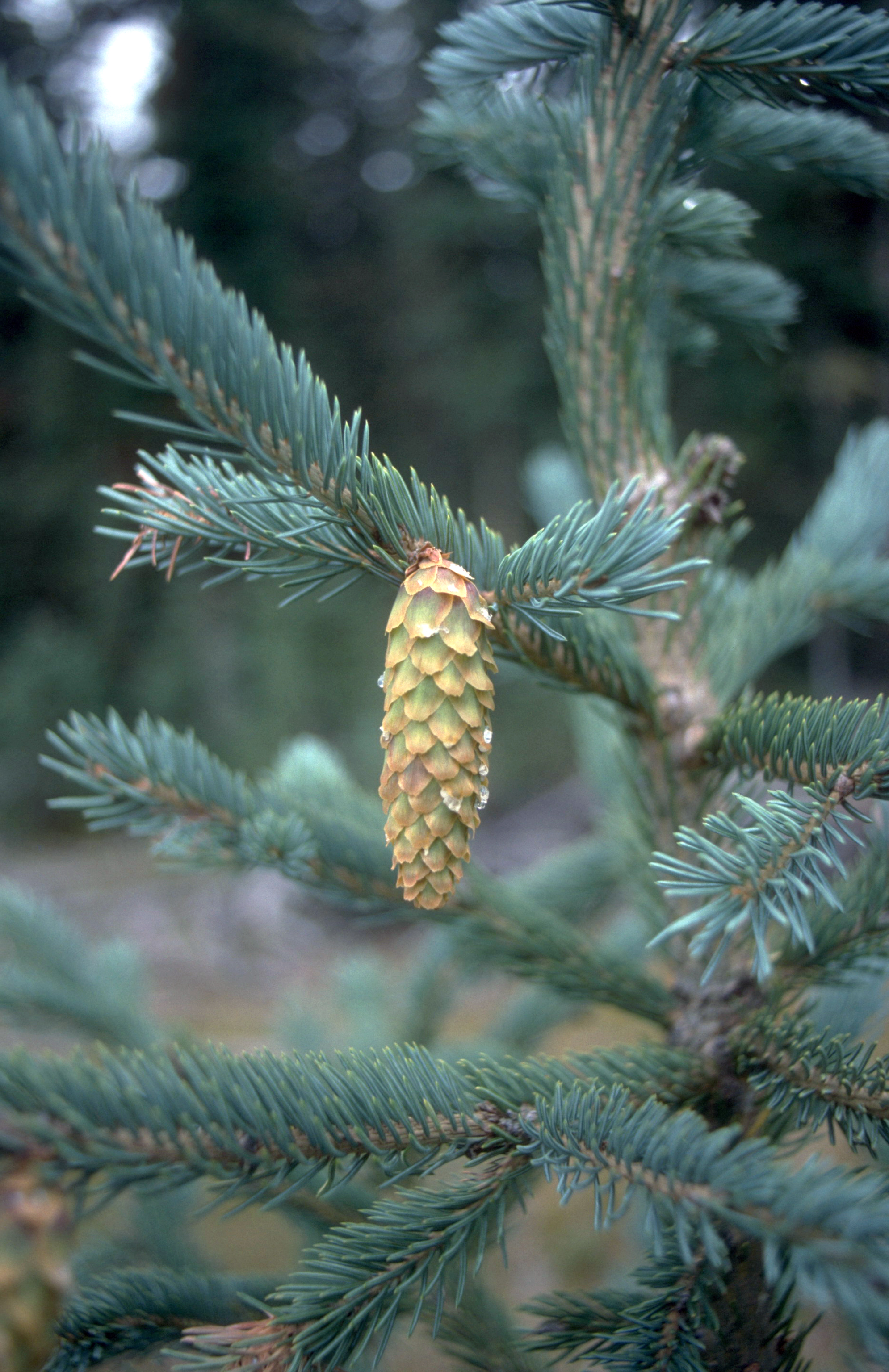
Follaje y cono.

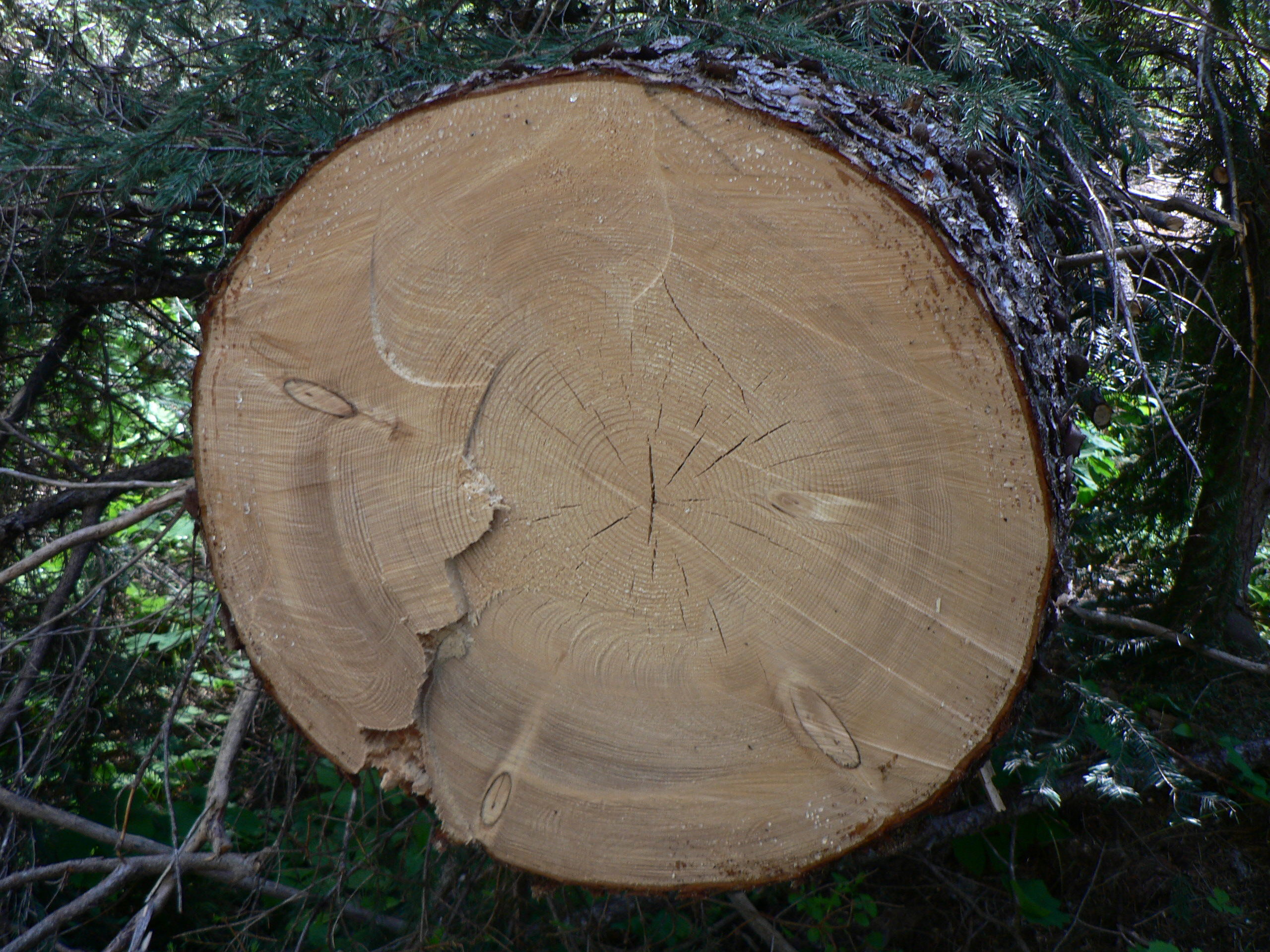
Sección del tronco.

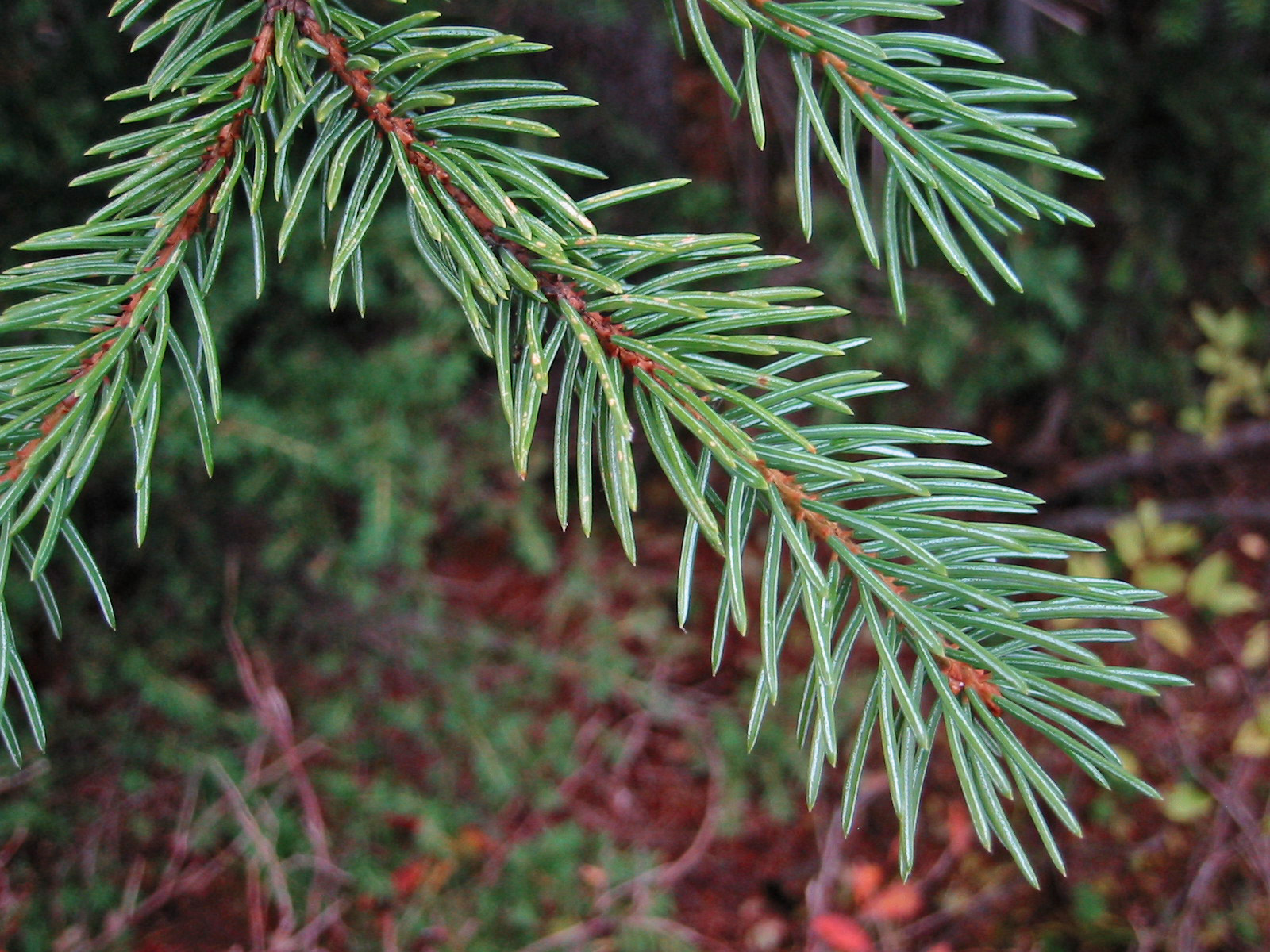
Follaje.

## Descripción
Es un árbol siempreverde de mediano tamaño, que crece hasta los 25-40 m de alto, excepcionalmente a 65 m, y con un diámetro de tronco de hasta 1,5 m. La corteza es delgada y escamosa, desconchándose en pequeñas placas circulares de 5-10 cm de ancho. La coronación es cónica estrecha en los árboles jóvenes, haciéndose cilíndrica en los árboles mayores. Las acículas tienen de 15 a 30 cm de largo, con corte de sección rómbica, verde azulado glauco por encima con varias líneas finas de estomas y blanco azuladas por el envés con dos anchas bandas de estomas. 

### Usos
Picea engelmannii tiene importancia económica por su madera que se tala para la industria papelera y la construcción en general. La madera de árboles de crecimiento lento a gran altura tiene un uso especializado en guitarras acústicas y harpas. Se usa también en menor medida como árbol de Navidad.

## Taxonomía
Picea engelmannii fue descrita por Parry ex Engelm. y publicado en Transactions of the Academy of Science of St. Louis 2: 212. 1863.
Etimología
Picea; nombre genérico que es tomado directamente del Latín pix = "brea", nombre clásico dado a un pino que producía esta sustancia
engelmannii: epíteto otorgado en honor del botánico George Engelmann.
Variedades
Dos subespecies geográficas (tratadas como variedades por algunos autores, y como especies distintas por otros) son:
- Picea engelmannii subsp. engelmannii (Engelmann Spruce, literalmente, "Pícea de Engelmann"). Toda el área de distribución excepto la otra.
- Picea engelmannii subsp. mexicana (Mexican Spruce, lit. "Pícea mexicana"). Hay poblaciones aisladas en las montañas altas del norte de México, en la Sierra del Carmen en Coahuila, El Coahuilon , Sierra de la Marta(Sierra Madre Oriental) y en el Cerro Mohinora en Chihuahua (Sierra Madre Occidental). Las Picea engelmannii de las montañas del Archipiélago Madrense en el extremo sureste de Arizona y suroeste de Nuevo México también probablemente pertenecen a esta subespecie, aunque es algo controvertido.

La Picea engelmannii se hubridan y se relacionan ampliamente con la pícea blanca que se encuentra más al norte y al este en las Montañas Rocosas, y en menor medida con la especie, estrechamente relacionada, pícea de Sitka donde se encuentran en los límites occidentales de la Cordillera de las Cascadas.
Sinonimia
- Abies commutata (Parl.) Gordon
- Abies engelmannii Parry
- Abies engelmannii var. glauca R.Sm.
- Abies nigra Engelm.
- Picea columbiana Lemmon
- Picea columbiana (Lemmon) Beissn.
- Picea glauca var. engelmannii (Parry ex Engelm.) B.Boivin
- Picea glauca subsp. engelmannii (Parry ex Engelm.) T.M.C.Taylor
- Pinus commutata Parl.[5]